# Rheinbrohl
Rheinbrohl là một đô thị ở huyện Neuwied, bang Rheinland-Pfalz, nước Đức. Đô thị Rheinbrohl có diện tích 17,2 km². 

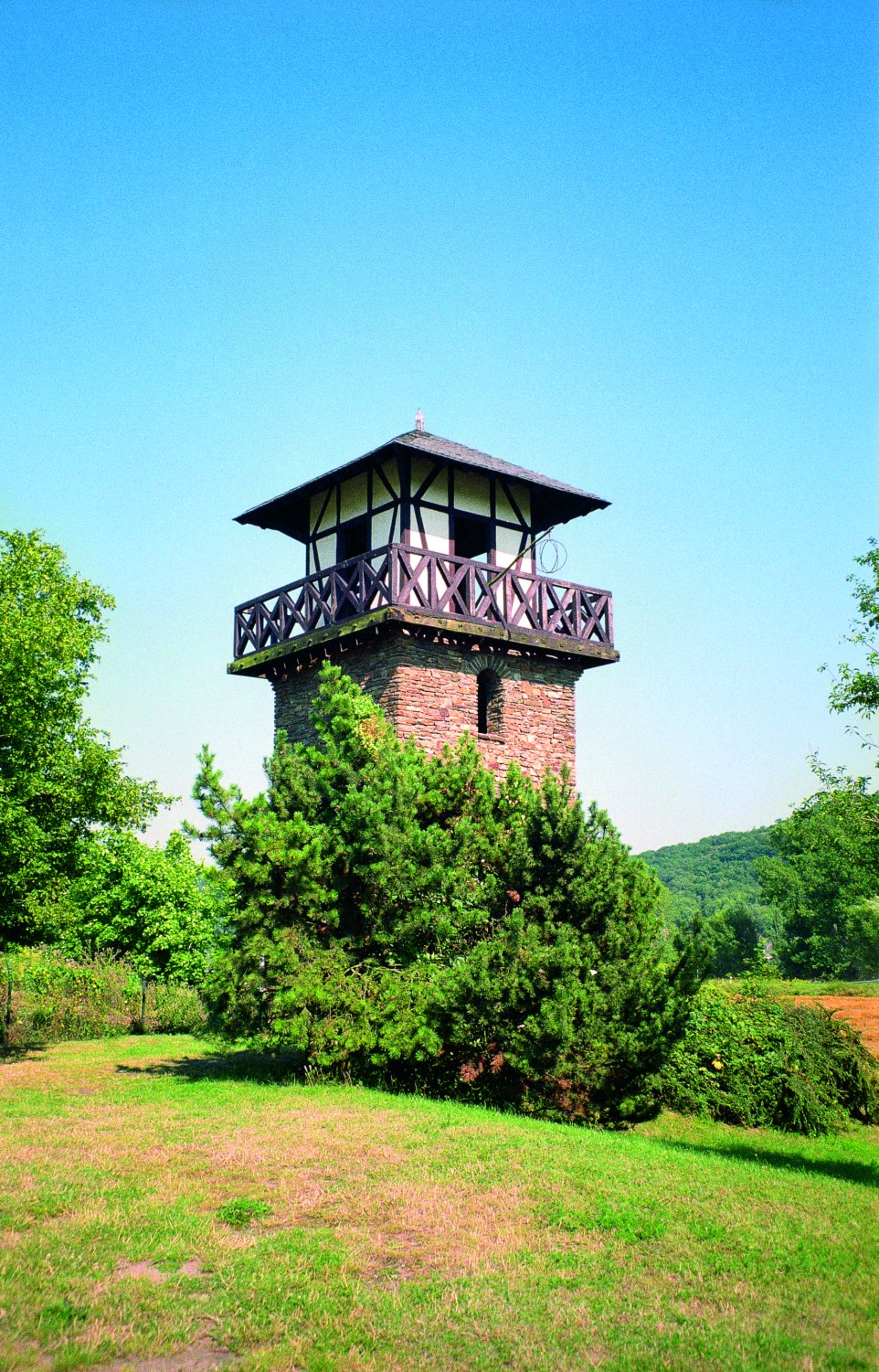
Tháp quan sát La Mã